# My Boy Lollipop
«My Boy Lollipop» (originalmente "My Girl Lollypop") es una canción escrita a mediados de los años 1950 por Robert Spencer, integrante de la banda de estilo doo-wop, The Cadillacs, y habitualmente acreditada a Spencer, Morris Levy y Johnny Roberts. Fue grabada por primera vez en Nueva York en 1956 por Barbie Gaye. Una versión posterior, grabada en 1964 por la cantante adolescente jamaicana Millie Small, se convirtió en uno de los mayores éxitos de la música ska de todos los tiempos.

## Versión de Barbie Gaye
La canción original, "My Girl Lollypop", fue escrita por Robert Spencer, integrante del grupo The Cadillacs. Morris Levy, ejecutivo de Roulette Records, compró a Spencer la canción y se apropió de la autoría, junto con el mafioso Johnny Roberts. En un intento de evitar compartir los derechos de autor con Spencer, Levy eliminó su nombre de los créditos de escritura original. Levy incluso afirmó que Robert Spencer era su seudónimo.
La canción llamó la atención del magnate de la música y mafioso Gaetano Vastola, alias "Corky". Vastola hacía poco que había descubierto a una adolescente de 14 años llamada Barbie Gaye cantando en una esquina de Coney Island, Brooklyn. Vastola quedó impresionado e inmediatamente la llevó a ver al disc jockey de radio Alan Freed. Gaye interpretó una par de temas para ellos y Freed quedó igualmente impresionado. Vastola se convirtió en el mánager de Barbie Gaye y adquirió los derechos de "My Girl Lollypop" a Levy. Vastola se la dio a Gaye, sin instrucciones específicas respecto al género del sujeto de la canción. Barbie Gaye cambió el título de la canción a "My Boy Lollypop" y reescribió la letra en consecuencia. 
Además de Barbie Gaye como volcalista, la grabación contó con los músicos de sesión,  Leroy Kirkland, guitarrista, Al Sears, saxofonista y Panama Francis, como batería. Kirkland, el líder del grupo, pidió a Gaye que le cantara el tema, y tras escucharla, los músicos improvisaron el acompañamiento. Así, decidieron grabar la canción con un relativamente nuevo estilo conocido como shuffle. Los cuatro músicos, junto con la joven cantante, entraron al estudio y grabaron la canción en una sola toma. Barbie Gaye recibió 200 dólares por todo su trabajo. El estilo shuffle fue desarrollado a principios de los años 40 por la comunidad negra de Estados Unidos y se hizo popular gracias a Professor Longhair, Rosco Gordon y Louis Jordan. Los músicos jamaicanos, Clement "Coxsone" Dodd y Arthur "Duke" Reid, introdujeron el shuffle en la isla a finales de los 50. En poco tiempo, el sonido evolucionó y se convirtió en "ska," el primer estilo musical autóctono de Jamaica. 
La grabación de Gaye fue publicada como sencillo por Darl Records a finales de 1956. El tema fue muy pinchado por el disc jockey Alan Freed, y las peticiones de los oyentes hicieron que entrara en el Top 25 de la emisora neoyorkina WINS, en noviembre de 1956. El disco se vendió lo suficiente como para ganarse su propio lugar en el programa especial de Navidad de Freed en New York Paramount en diciembre de 1956, con Gaye abriendo para Little Richard. Al año siguiente Barbie Gaye, salió de gira junto a Little Richard y Fats Domino. La cantante y compositora Ellie Greenwich, (Be My Baby, Chapel of Love) entonces una adolescente residente en Long Island, quedó tan impresionada por la canción que años más tarde, cuando comenzó su carrera como intérprete, adoptó el nombre artístico de Ellie Gaye. La versión de Barbie Gaye de "My Boy Lollypop" fue muy popular en Nueva York y otras ciudades del noreste, sin embargo, como muchos otros artistas en su día, no recibió regalías, ya que su agente, Corky Vastola, se quedó con todos los beneficios generados por la difusión y las ventas, cuya cuantía es difícil de determinar.

## Versión de Millie Small
Ocho años más tarde, el tema fue descubierto por Chris Blackwell, fundador de Island Records, quien, junto a su socio Chris Peers, estaban buscando canciones para su joven artista Millie Small. La versión de Small, fue grabada con un estilo shuffle/ska/bluebeat muy similar al original de Gaye. Se cambió un pequeño detalle del título, pasando de "lollypop" a "lollipop".  En 1964 se convirtió en un enorme éxito de ventas en el Reino Unido, alcanzando el número 2 de las listas británicas, el número 1 en Irlanda y el número 2 del Billboard Hot 100 de Estados Unidos, solo superada por el "I Get Around de the Beach Boys. Considerado el primer éxito comercial internacional de la música ska, la versión de Millie Small vendió más de 6 millones de copias en todo el mundo, convirtiéndose en uno de los sencillos de reggae/ska más vendidos de todos los tiempos.

## Otras versiones
- La cantante de Schlager, Heidi Bachert grabó una versión bajo el mismo título pero con la letra en alemán, que entró en el top 20 en Alemania Occidental el 15 de agosto de 1964,[9] permaneciendo el lista durante 17 semanas.[10]
- La cantante norteamericana Donna Hightower realizó una versión en francés titulada "C'est Toi Mon Idole" en 1964, entrando con éxito en las listas francesas y canadienses.[11]
- Una versión de Bad Manners, re-titulada "My Girl Lollipop (My Boy Lollipop)", entró en el top 10 británico en julio de 1982.[12]
- En 1985 la banda argentina compuesta por mujeres Viuda e Hijas de Roque Enroll, en su segundo disco titulado "Ciudad Catrúnica" graba la versión en español teniendo gran repercusión en el país. Este cover de «Lollipop» ganó distinciones: puesto 98° en el ranking de los 100 mejores temas del rock argentino hecho por la revista "Rolling Stone" de Argentina y MTV en 2002 y puesto 461° en el ranking de los 500 mejores temas del rock iberoamericano hecho por la revista estadounidense "Al Borde" en 2006.
- La cantante británica Lulu publicó un sencillo con su versión en 1986, alcanzando un modesto puesto 86 en las listas de éxitos británicas.[13]
- Lotta & Anders Engbergs orkester incluyeron una versión dl tema en su álbum de 1989, Genom vatten och eld con el título de "På min sommaräng" con letra en sueco de Christer Lundh.[14]
- En 1997 las británicas Spice Girls realizaron una interpretación de "My Boy Lollipop" en la película Spice World (film).[15]